# Gorst (Washington)
Gorst es un área no incorporada ubicada en el condado de Kitsap en el estado estadounidense de Washington.

## Geografía
Gorst se encuentra ubicado en las coordenadas 47°32′34″N 122°42′14″O / 47.54278, -122.70389.